# سرو زرین ویتنامی
سرو زرین ویتنامی یا سرو طلایی ویتنامی (نام علمی: Cupressus vietnamensis) نام یک گونه از سرده سرو است.